# Богденешть (Ясси)
Богденешть, Богденешті (рум. Bogdănești) — село у повіті Ясси в Румунії. Входить до складу комуни Хорлешть.
Село розташоване на відстані 315 км на північ від Бухареста, 12 км на захід від Ясс.

## Населення
За даними перепису населення 2002 року у селі проживали 838 осіб, усі — румуни. Усі жителі села рідною мовою назвали румунську.